# Антуан-Мішель Перраш
Антуа́н-Міше́ль Перра́ш (фр. Antoine-Michel Perrache; 23 листопада 1726, Ліон — 12 листопада 1779, там само) — французький скульптор, інженер та підприємець, автор проєкту перетворення ліонського району Прескіль. Його ім'ям названо квартал у цьому районі, а також набережна, залізничний вокзал і станція метро, що знаходяться там.

## Біографія
Син та учень скульптора Мішеля Перраша (1685—1750), якому він спорудив мавзолей у ліонській церкві Кармеліток. Член Ліонської академії наук, літератури та мистецтв. Творець скульптурного медальйону для церкви Святого Хоми на Фурв'єрі, скульптурної групи для монастиря в Антикей, статуї Святої Барби для церкви Святого Бонавентури в кварталі Кордельє, хрестильної купелі для церкви святого Микити.
Проте справою життя Перраша стала перебудова ліонського району Прескіль. До середини XVIII століття місту було вже затісно у своїх межах, при цьому воно виявлявся затиснутим між пагорбами та двома річками — Роною та Соною. У їхньому міжріччі існувала болотиста заплава, прорізана численними каналами та протоками. Декілька інженерів до Перраша пропонували осушення цієї ділянки, але всі проєкти незмінно відкидалися через їхню дорожнечу. Сам Перраш також неодноразово висував різні інші інженерні проекти, але жоден з них так і не був реалізований: канал, що з'єднує Рону і Сону, виробництво рушійної сили для ліонських млинів і фабрик, створення річкового вокзалу.
Нарешті, 1765 року він пропонує, а 1771 створює компанію «Перраш», що приступила до осушення міжріччя, що по завершенні проєкту дозволило відсунути межі міста більш ніж на кілометр. Однак через смерть Перраша 1779 року компанія стала відчувати фінансові труднощі і так і не змогла реалізувати повністю проєкт. Управління компанією на якийсь час бере на себе сестра засновника Анн-Марі, потім 1782 — граф Есперанс де Лоренсен. 1783 року повінь зносить вже зведений компанією дерев'яний міст через Сону. 23 вересня 1784 року граф Лоренсен звертається за допомогою до Людовіка XVI і передає йому право власності на весь південний край майбутнього півострова — приблизно від нинішньої вулиці Рампар д'Ене та станції метро Ампер — Віктор Гюго. Король зобов'язується виділити 300 000 ліврів протягом двох років на оплату боргів акціонерів та будівництво кам'яного мосту. Проте спочатку дуже холодна зима 1788—1789 років, потім революційні потрясіння унеможливили закінчення роботи. Компанія встигає збудувати лише одну набережну, яка зараз носить ім'я Перраша. Повністю перебудова міжріччя, яке відтоді називається Прескіль (фр. Presqu'île — півострів), було завершено лише до 1841.
1827 року на новому півострові почалося будівництво залізниці, що зв'язувала Ліон і Сент-Етьєн, а в 1853—1856 роках тут був побудований вокзал, названий ім'ям Антуана-Мішеля Перраша. 1978 року поряд з вокзалом було відкрито кінцеву станцію першої черги Ліонського метрополітену, яка також називається Перраш.